# The End of the Line: How Overfishing Is Changing the World and What We Eat
The End of The Line: How Overfishing Is Changing the World And What We Eat (en español, "El final de la línea: Como la sobrepesca está cambiando el mundo y lo que comemos") es un libro del periodista Charles Clover sobre la sobrepesca. Clover, un editor de medio ambiente del Daily Telegraph (Londres), describe como la pesca moderna está destruyendo los ecosistemas del océano. Concluye que el actual consumo a nivel mundial de pescado a nivel es insostenible. El libro provee de datos sobre la sobrepesca en varios de los hábitats oceánicos mundiales más críticos, como los terrenos de pesca de Nueva Inglaterra, las costas del oeste de África, los terrenos europeos del norte del Atlántico, y el océano alrededor de Japón. El libro concluye con sugerencias sobre como las naciones mundiales deberían comenzar a pescar en el océano de manera sostenible.

## Reseñas
Daniel Pauly, profesor de Pesca en la Universidad de la Columbia Británica, analizando el libro para el Times Higher Education Supplement, alabó la obra: "Entretiene, indigna y es un libro de lectura obligada ara aquellos que se preocupan por el mar y sus habitantes, o incluso por nuestra oferta de mariscos." El periódico británico The Independent lo llamó "persuasivo y desesperadamente perturbador," "el equivalente marítimo de Primavera silenciosa ...".
Si bien ha sido ampliamente analizado en Reino Unido, el libro ha recibido poca atención en los Estados Unidos. De todos modos, fue destacado en la portada de la National Geographic Magazine.

## Adaptación
Él ha sido adaptado a un documental con el mismo nombre, que será publicado por Participant Media en 2009.